# Euclimacia gerstaeckeri
Euclimacia gerstaeckeri là một loài côn trùng trong họ Mantispidae thuộc bộ Neuroptera. Loài này được Banks miêu tả năm 1920.